# Jean Dulieu
Jean Dulieu, pseudoniem van Jan van Oort (Amsterdam, 13 april 1921 – Arnhem, 29 november 2006), was een Nederlandse violist, kinderboekenschrijver en striptekenaar. Hij is vooral bekend geworden als de bedenker van de boeken-, radio- en televisiereeks Paulus de boskabouter.

## Biografie
Van Oort was de zoon van de klassieke baszanger Hendrik C. van Oort en via zijn tweede vrouw Wilhelmina Charlotte Elisabeth Anna (Mien) Braakensiek, een kleinzoon van de vooral politieke tekenaar Johan Braakensiek. Hij studeerde viool aan het conservatorium en werd in 1944 violist bij het Amsterdamse Concertgebouworkest. Tijdens de Hongerwinter werd het orkest op non-actief gesteld, waardoor hij tijd kreeg om zich op het tekenen toe te leggen. Hij maakte een ontwerp van twaalf verschillende kabouters en liet zijn vrouw de beste uitkiezen. Deze werkte hij uit tot een kinderboekfiguur en gaf hem de naam Paulus.
Paulus de boskabouter verscheen vanaf 1946 als stripverhaal in het dagblad Het Vrije Volk. Hij deed dat onder het pseudoniem Jean Dulieu, de Franse vertaling van Jan van Oort.  Hij koos een pseudoniem om bij een mogelijk fiasco zijn goede naam in de muziekwereld niet te schaden. Kort na de oorlog verhuisde Dulieu met vrouw en dochter naar Terschelling en een jaar later nam hij afscheid van het orkest. Vanaf dat moment besloot hij zijn inkomen te gaan verdienen met tekenen en schrijven, hoewel hij daar geen enkele opleiding in had genoten. Uiteindelijk maakte hij bijna 3600 Paulus-stripafleveringen.
Vanaf 1948 verschenen de eerste geïllustreerde Paulus-kinderboeken, Het winterboek van Paulus en De hulpsinterklaas. De eerste titel was voorzien van gekleurde illustraties. In de loop der jaren volgden tal van andere titels, zoals Paulus en Eucalypta, Paulus en het draakje, Paulus en Kenarrepoere en Paulus en Schipper Makreel. In 1965 verscheen zijn meesterwerk Paulus en de eikelmannetjes, dat zich kenmerkte door de vele kleurenreproducties en het doodsthema. Verschillende boeken van Van Oort zijn vertaald in het Engels, Duits, Afrikaans, Japans en Zweeds.
Na zijn terugkeer uit Terschelling woonde en werkte Dulieu vanaf 1952 in Soest. Naast Paulus maakte hij in 1953 voor Albert Heijn het boek Boffie en Buikie in de knoop, een album waarvoor 96 stroken konden worden verzameld die bij AH-artikelen zaten. In 1964 werd Albert Heijn eveneens de uitgever van het sprookjesboek De zeven wonderdaden van Kevertje Plop. Naar aanleiding van zijn reizen naar Italië publiceerde Dulieu in 1956 het boek Francesco over het leven van Franciscus van Assisi. Het boek werd opgedragen aan zijn zoon, die naar Franciscus genoemd was. Voorts was hij medewerker van het kindertijdschrift Kris Kras en maakte daarvoor in 1961 de Kris Kras Kolderkrant, een satirisch katern waarvan de formule globaal overeenkwam met het Amerikaanse tijdschrift MAD, dat drie jaar later ook in Nederlandse versie zou verschijnen. Dulieus Paulus-bijdragen voor Kris Kras werden later voortgezet in andere tijdschriften, waaronder Eva, Fix en Fox, Margriet, Barend de Beer, Televizier, Bobo en Striprofiel. 
Van 1955 tot 1964 werd Paulus de boskabouter als radiohoorspel uitgezonden. Dulieu deed alle stemmen zelf, behalve die van Prinses Priegeltje die door zijn dochter Dorinde van Oort werd ingesproken. Vanaf 1967 maakte Dulieu 39 Paulus de Boskabouter-poppenfilmpjes van 10 minuten voor het NTS-programma Monitor. Hiervoor maakte hij alle marionetten, decors en attributen zelf. De filmpjes werden ook uitgezonden in het Verenigd Koninkrijk, Nieuw-Zeeland, Canada en Australië. In 2025 werden de poppen voor ruim een ton geveild. 
Begin jaren zeventig begon de tekenaar aan een nieuwe serie stripverhalen voor de krant, die 23 verhalen zou gaan omvatten. In 1984 zette hij een punt achter zijn Paulus-creatie, maar tot op de dag van vandaag verschijnen er nog Paulus-boeken met ongepubliceerd materiaal.
Dulieus boek Paulus de hulpsinterklaas werd in 1962 bekroond tot beste kinderboek en hijzelf ontving dat zelfde jaar een Edison voor de grammofoonplaat Paulus is jarig. Zijn werk als striptekenaar werd in 1981 bekroond met de Stripschapprijs.
Sinds 1990 houdt het Archief Jean Dulieu (voorheen Paulus Archief) zich bezig met het schrijven en publiceren van leven en werk van Dulieu, onder meer via het tijdschrift Bouterbode.
Jean Dulieu overleed in 2006 op 85-jarige leeftijd. 
In september 2006 publiceerde zijn dochter Dorinde van Oort de roman Vrouw in de schaduw over haar familie, waarin Dulieu voorkomt als Lepel Mansborg. In november 2012 is Paulus de Boskabouter of Het dubbelleven van Jean Dulieu, een biografie van Dorinde van Oort over haar vader, verschenen. In tegenstelling tot Vrouw in de schaduw bevat deze biografie uitsluitend feiten. Dorinde tracht objectief en uitsluitend aan de hand van bronnen het leven van haar vader te beschrijven. Dorinde beschikte o.a. over dagboeken van haar vader en brieven, die haar ouders elkaar stuurden. Weer komen de mysteries uit de familieroman voor, maar nu vanuit de rol van haar vader en grootvader. 
In 2016 noemde Amsterdam brug 140 naar hem.

## Publicaties over Jean Dulieu / Jan van Oort
- Maarten J. de Meulder: Levensbericht Jan van Oort (Jean Dulieu). In: Jaarboek van de Maatschappij der Nederlandse Letterkunde te Leiden, jrg. 2010-2011, pag. 106-115. Volledige tekst
- Maarten J. de Meulder: De kunst van Jean Dulieu. Catalogus bij tentoonstelling in Nederlands Stripmuseum, Groningen. Assen, 2011. ISBN 978-906-447-136-0 (2e herz. druk: Assen, 2012, ISBN 978-906-447-137-7)
- Dorinde van Oort: Paulus de Boskabouter of Het dubbelleven van Jean Dulieu. Amsterdam, Cossee, 2012. ISBN 978-905-936-326-7